# البيان (عمل)
في البابية، البيان يشير إلى مجمل أعمال الباب علي محمد. ويشير أيضًا بشكل أكثر تحديدًا إلى مجموعة من كتابين كتبها الباب علي محمد حوالي عام 1848:
- البيان الفارسي ، مكتوب باللغة الفارسية
- البيان العربي ، مكتوب باللغة العربية[1][2]

يُطلق بعض البابيين المعاصرين (أتباع الباب) على أنفسهم لفظ بيانيين نسبةً إلى هذا اللقب الذي أطلقوه على كتابات الباب. كما يرى البهائيون أن البيان مقدس، لأنهم يعتبرون مؤسسهم، بهاء الله، تحقيقًا لنبوءة الباب الرئيسة.